# Applebee's
Applebee´s é uma rede de restaurantes fundada na cidade de Atlanta, Geórgia, Estados Unidos em novembro de 1980, por Bill e P.J. Palmer. A ideia era criar um restaurante que oferecesse os melhores serviços para seus clientes: boa comida, preço moderado e ótimo atendimento. Hoje, o conceito internacional da rede é o “neighborhood grill”, que traduz a preocupação em transmitir ao cliente um ambiente confortável e aconchegante. O conceito tornou a rede líder mundial no segmento de restaurantes com conceito Casual Dining em 14 países, com previsão de alcançar 3 mil unidades nos próximos anos.
As lojas refletem a energia da região em que estão instaladas. Nos Estados Unidos é possível encontrar fotografias, objetos e ícones de cada comunidade. No Brasil, a rede optou por um estilo que caracterize a semelhança entre os dois países, além de uma atmosfera aconchegante que lembre o ambiente caseiro.

## Outras informações

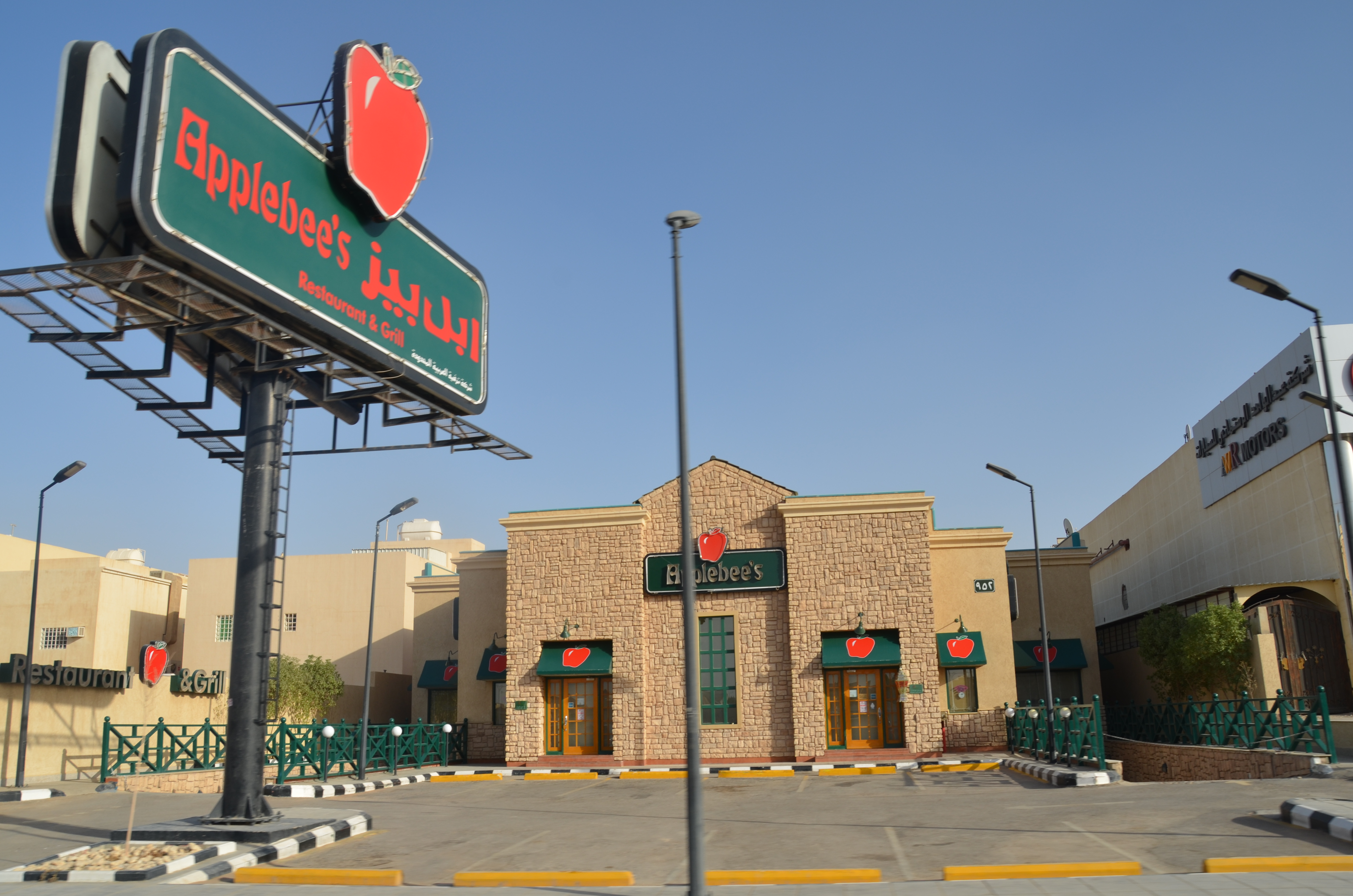
Applebee`s Restaurant Riyadh

- Foi fundada em Atlanta, Geórgia, em novembro de 1980, por Bill e T. J. Palmer. A meta dos Palmers era ter um restaurante que oferecesse boa comida, serviço de qualidade e ambiente familiar a um preço aceitável.
- Em 1982 eles abriram o segundo restaurante em Atlanta, e em 1983, para atingir o sonho de expansão nacional, venderam o conceito Applebee´s à W. R. Grace and CO.. Como parte do acordo, Bill Palmer foi nomeado presidente do Applebee´s, onde desenvolveu o sistema de franquias. Em 1985, Bill Palmer tornou-se franqueado, e hoje possui mais de 36 lojas.
- Em 1986 o nome mudou para Applebee´s Neighborhood Grill and Bar, para refletir o conceito original dos Palmers: um lugar que as pessoas podem chamar de seu.
- Em 1988, o Applebee´s International, Inc. tornou-se o master franqueador, quando os franqueados de Kansas City, Abe Gustin e John Hamra, compraram os direitos sobre o Applebee´s junto à W.R. Grace and CO.
- Em 1989 a Applebee´s International, Inc. fez a primeira oferta pública de ações, seguidas por outras duas em 1992 e 1995. Hoje as ações são negociadas na NASDAQ sob a sigla APPB.
- Quando o Applebee´s International, Inc. adquiriu o Applebee´s em 1988, havia 54 restaurantes. Em 1998 o Applebee´s tornou-se a primeira rede de restaurante com conceito de Casual Dining com 1.000 restaurantes.
- Hoje com mais de 2000 restaurantes é a maior rede com o conceito de Casual Dinning no mundo. Nos últimos 14 anos (1993 – 2007) o Applebbe´s abriu 100 ou mais novos restaurantes por ano. A estimativa do mercado potencial para o Applebee´s nos Estados Unidos é de 3000 restaurantes.
- Opera restaurantes em 49 estados dos Estados Unidos, e em 17 paises diferentes.
- De acordo com a “Nation´s Restaurant News” o Applebee´s é a 9 ª rede em vendas no mercado de comer fora, e a primeira em vendas, número de unidades e participação de mercado.
- O sistema é 76% franqueado e 24% próprio e existem 50 franqueados nos Estados Unidos média de 24,32 restaurantes por franqueado.

## Applebee's no Brasil
- Em 2004 a Applebee's entrou no Brasil selecionando os franqueados do Estado de São Paulo.
- A primeira unidade do Applebee's inaugurou em novembro de 2004 no bairro de Moema em São Paulo.
- Em 2005 foi inaugurado o primeiro restaurante em Recife no Nordeste além de inaugurada a segunda unidade em São Paulo no Shopping Eldorado.
- Em 2006 foi inaugurada a terceira unidade em São Paulo no Morumbi Shopping.
- Em 2007 foi inaugurada a primeiro restaurante no Rio de Janeiro no Shopping New York City Center na Barra da Tijuca.
- Em 2008 foram inauguradas 03 restaurantes, sendo o primeiro Applebee's fora de uma capital, em Campinas - SP no Shopping Iguatemi, o segundo em Porto Alegre – RS, sendo o primeiro restaurante Applebee's na região sul do Brasil e o terceiro em Belo Horizonte – MG.
- Em 2009 foi inaugurada a segunda unidade no interior de São Paulo, em Itupeva, no Outlet Premium.
- Em 2010 foi inaugurada mais uma unidade na capital de São Paulo no Itaim Bibi (Rua Joaquim Floriano), mais uma no interior de SP, na cidade de Sorocaba, no shopping Villagio, e a outra na Granja Viana, cidade de Cotia.
- Em 2011 foi inaugurada uma unidade em Alphaville, na cidade de Barueri.
- Em 2012 foi inaugurada mais uma unidade em Porto Alegre - RS, no bairro Moinhos de Vento.
- O projeto Brasil inclui a “tropicalização” do conceito, tanto arquitetonicamente, como na criação de pratos regionais. A preocupação é de criar uma imagem mais cosmopolita sem perder a identidade americana. Para isto foram desenvolvidas pesquisas qualitativas visando identificar as necessidades do consumidor brasileiro, quanto ao ambiente, serviço e comida.